# Samuel Witwer
Samuel Stewart "Sam" Witwer, född 20 oktober 1977, är en amerikansk skådespelare och musiker. Han har medverkat i en rad olika serier, oftast som gästskådespelare och ibland i mindre återkommande roller i bland annat Battlestar Galactica, Smallville, CSI: Crime Scene Investigation och Dexter. Han var också röstskådespelare för karaktären Galen Marek "Starkiller", vilken också han bidrog med sitt utseende till i Star Wars: The Force Unleashed och uppföljaren Star Wars: The Force Unleashed II. Witwer spelade även Darth Mauls röst i TV-serien Star Wars: The Clone Wars (2012-2013). Han har också en av huvudrollerna i den nordamerikanska versionen av Being Human.